# Sedgewickville
Sedgewickville – wieś w Stanach Zjednoczonych, w stanie Missouri, w hrabstwie Bollinger.